# Agylla interposita
Agylla interposita là một loài bướm đêm thuộc phân họ Arctiinae, họ Erebidae.